# Pallacanestro Cantù 2025-2026
Questa voce raccoglie le informazioni riguardanti la Pallacanestro Cantù nelle competizioni ufficiali della stagione 2025-2026.

## Stagione
La stagione 2025-2026 della Pallacanestro Cantù sponsorizzata Acqua San Bernardo, è la 65ª nel massimo campionato italiano di pallacanestro, la Serie A.
Per la composizione del roster si decise di optare per la scelta della formula del 5+5, con 5 giocatori stranieri provenienti da qualsiasi paese e 5 giocatori di formazione italiana.

## Organigramma societario
Aggiornato al 21 luglio 2025.
- Presidente: Roberto Allievi
- Vicepresidenti: Sergio Paparelli, Angelo Passeri, Walter Sgnaolin
- Consiglieri: Antonio Biella, Lorenzo Longhi, Andrea Mauri, Antonio Munafò, Sergio Paparelli, Angelo Passeri, Walter Sgnaolin, Giuseppe Rizzello
- General Manager: Alessandro Santoro
- Consigliere Area Tecnica: Bruno Arrigoni
- Segretario Generale: Luca Rossini
- CFO: Angelo Passeri
- Team Manager: Diego Fumagalli
- Direzione Progetto Nuova Arena: Andrea Mauri
- Consulente Legale: Claudio Vassallo
- Comunicazione & Marketing: Walter Gorini
- Addetto Stampa: Andrea Brenna
- Addetto Arbitri: Carlino Cattaneo
- Delegato alla Sicurezza: Ernesto Molteni

- Allenatore: Nicola Brienza
- Assistenti: Michele Carrea, Tommaso Sacchetti
- Strength & Conditioning Coach: Roberto Bianchi
- Responsabile Medico: Federico Casamassima
- Medico: Fabrizio Orsenigo
- Ortopedico: Marco Camagni
- Fisioterapisti: Andrea Lanzi, Federico Lietti, Marco Mascheroni, Simona Modena

## Roster
Aggiornato al 30 giugno 2025.
| Acqua San Bernardo Cantù 2025-2026 | Acqua San Bernardo Cantù 2025-2026 |
| Giocatori                          | Staff tecnico                      |
| ---------------------------------- | ---------------------------------- |

| N. | Naz.                                       | Ruolo | Nome                | Anno | Alt.   | Peso   |  |
| -- | ------------------------------------------ | ----- | ------------------- | ---- | ------ | ------ |  |
| 9  | Italia (bandiera)                          | G     | Riccardo Moraschini | 1991 | 194 cm | 99 kg  |  |
| 10 | Italia (bandiera)                          | P     | Andrea De Nicolao   | 1991 | 185 cm | 75 kg  |  |
| 21 | Stati Uniti (bandiera) · Italia (bandiera) | AC    | Grant Basile        | 2000 | 206 cm | 106 kg |  |
| 24 | Estonia (bandiera) · Italia (bandiera)     | AP    | Joonas Riismaa      | 2002 | 196 cm | 90 kg  |  |
| 66 | Italia (bandiera)                          | C     | Leonardo Okeke      | 2003 | 213 cm | 108 kg |  |
|    | Nigeria (bandiera)                         | AG    | Ife Josh Ajayi      | 1996 | 200 cm | 111 kg |  |
|    | Mali (bandiera)                            | C     | Oumar Ballo         | 2002 | 213 cm | 118 kg |  |
|    | Italia (bandiera)                          | G     | Giordano Bortolani  | 2000 | 193 cm | 85 kg  |  |
|    | Stati Uniti (bandiera)                     | GA    | Jordan Bowden       | 1997 | 196 cm | 88 kg  |  |
|    | Stati Uniti (bandiera)                     | P     | Jacob Gilyard       | 1998 | 175 cm | 75 kg  |  |
|    | Stati Uniti (bandiera)                     | AP    | Xavier Sneed        | 1997 | 196 cm | 98 kg  |  |

| Allenatore                                                                                       |
| - Nicola Brienza                                                                                 |
| Assistente/i                                                                                     |
| - Michele Carrea - Mattia Costacurta Legenda - (C) Capitano - (IN) Inattivo - Infortunato Roster |

## Mercato

### Sessione estiva
| Acquisti | Acquisti           | Acquisti         | Acquisti       | Acquisti      |
| R.       | Nome               | da               | Data           | Modalità      |
| -------- | ------------------ | ---------------- | -------------- | ------------- |
| G        | Giordano Bortolani | Olimpia Milano   | 28 giugno 2025 | svincolato    |
| AG       | Ife Josh Ajayi     | Basket Torino    | 9 luglio 2025  | svincolato    |
| P        | Jacob Gilyard      | Niners Chemnitz  | 13 luglio 2025 | svincolato    |
| AG       | Grant Basile       | Piratas de Queb. | 15 luglio 2025 | fine prestito |
| GA       | Jordan Bowden      | C.P. Skyhawks    | 16 luglio 2024 | svincolato    |
| C        | Oumar Ballo        | Indiana Hoosiers | 19 luglio 2025 | svincolato    |
| AP       | Xavier Sneed       | Bnei Herzliya    | 14 agosto 2025 | svincolato    |
| A        | Gabriele Tarallo   | Pall. Crema      |                | fine prestito |

| Cessioni | Cessioni            | Cessioni              | Cessioni       | Cessioni       |
| R.       | Nome                | a                     | Data           | Modalità       |
| -------- | ------------------- | --------------------- | -------------- | -------------- |
| GA       | Matteo Piccoli      | Libertas Livorno 1947 | 25 giugno 2025 | fine contratto |
| AG       | Filippo Baldi Rossi | Scaligera Verona      | 27 giugno 2025 | rescissione    |
| P        | Fabio Valentini     | Libertas Livorno 1947 | 30 giugno 2025 | fine contratto |
| C        | Luca Possamai       | Reyer Venezia         | 1 luglio 2025  | fine prestito  |
| AG       | Grant Basile        | Piratas de Queb.      | 3 luglio 2025  | prestito       |
| G        | Tyrus McGee         | Scaligera Verona      | 15 luglio 2025 | rescissione    |
| C        | Dustin Hogue        | Blu Treviglio         | 12 luglio 2024 | fine contratto |
| P        | Myles Mack          | Free agent            |                | fine contratto |

## Risultati

### Serie A

#### Stagione regolare

##### Girone d'andata
| settembre 2025, ore 18:00 1ª giornata             |            | –              | Pall. Cantù |  |
| \| \| \| \| \| \| Allenatori \| Nicola Brienza \| |            |                |             |  |
|                                                   |            |                |             |  |
|                                                   | Allenatori | Nicola Brienza |             |  |

## Statistiche

### Statistiche di squadra
Aggiornate al 30 ottobre 2025.
| Competizione             | Punti | In casa | In casa | In casa | In casa | In casa | In trasferta | In trasferta | In trasferta | In trasferta | In trasferta | Totale | Totale | Totale | Totale | Totale | Totale |
| Competizione             | Punti | G       | V       | P       | Ptf     | Pts     | G            | V            | P            | Ptf          | Pts          | G      | V      | P      | Ptf    | Pts    | Diff.  |
| ------------------------ | ----- | ------- | ------- | ------- | ------- | ------- | ------------ | ------------ | ------------ | ------------ | ------------ | ------ | ------ | ------ | ------ | ------ | ------ |
| Serie A - Regular season |       |         |         |         |         |         |              |              |              |              |              |        |        |        |        |        |        |
| Totale Serie A           |       |         |         |         |         |         |              |              |              |              |              |        |        |        |        |        |        |
| Totale                   | -     |         |         |         |         |         |              |              |              |              |              |        |        |        |        |        |        |

### Statistiche dei giocatori
Aggiornate al 30 luglio 2025.

#### Serie A

##### Regular season
| Nome                | G | Pun | Min | Falli | Falli | Tiri da 2 | Tiri da 2 | Tiri da 2 | Tiri da 3 | Tiri da 3 | Tiri da 3 | Tiri Liberi | Tiri Liberi | Tiri Liberi | Rimbalzi | Rimbalzi | Rimbalzi | Stop | Stop | Palle | Palle | Ass |
| Nome                | G | Pun | Min | C     | S     | R         | T         | %         | R         | T         | %         | R           | T           | %           | O        | D        | T        | D    | S    | P     | R     | Ass |
| ------------------- | - | --- | --- | ----- | ----- | --------- | --------- | --------- | --------- | --------- | --------- | ----------- | ----------- | ----------- | -------- | -------- | -------- | ---- | ---- | ----- | ----- | --- |
| Grant Basile        |   |     |     |       |       |           |           |           |           |           |           |             |             |             |          |          |          |      |      |       |       |     |
| Oumar Ballo         |   |     |     |       |       |           |           |           |           |           |           |             |             |             |          |          |          |      |      |       |       |     |
| Riccardo Moraschini |   |     |     |       |       |           |           |           |           |           |           |             |             |             |          |          |          |      |      |       |       |     |
| Giordano Bortolani  |   |     |     |       |       |           |           |           |           |           |           |             |             |             |          |          |          |      |      |       |       |     |
| Jacob Gilyard       |   |     |     |       |       |           |           |           |           |           |           |             |             |             |          |          |          |      |      |       |       |     |
| Andrea De Nicolao   |   |     |     |       |       |           |           |           |           |           |           |             |             |             |          |          |          |      |      |       |       |     |
| Leonardo Okeke      |   |     |     |       |       |           |           |           |           |           |           |             |             |             |          |          |          |      |      |       |       |     |